# 多毛空球虫
多毛空球虫（学名：Cenosphaera setosa）为光滑球虫科空球虫属的动物。分布于西太平洋、菲律宾海，包括南海等海域。